# Reprezentacja Słowenii w piłce siatkowej kobiet

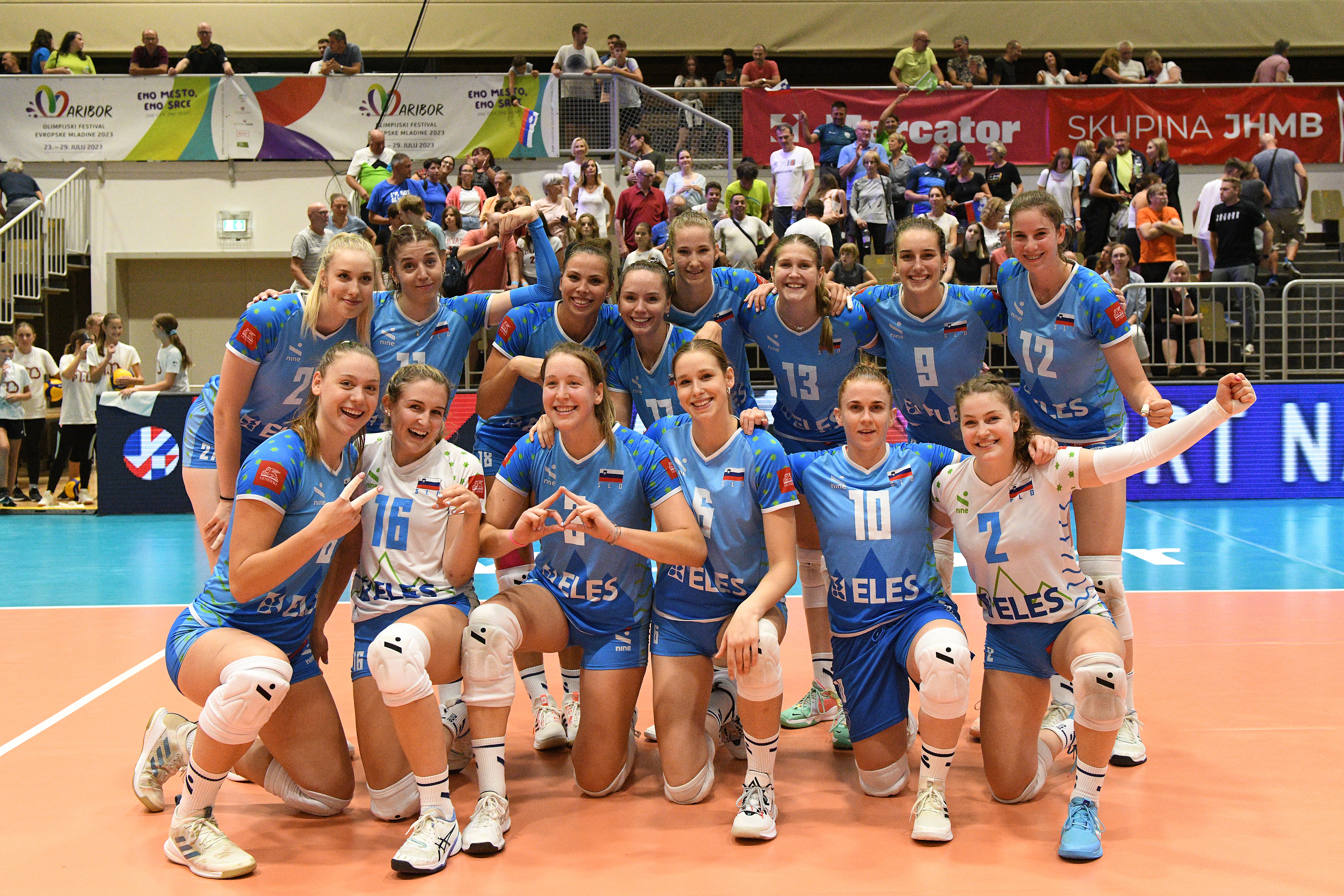
Reprezentacja Słowenii w 2022 roku

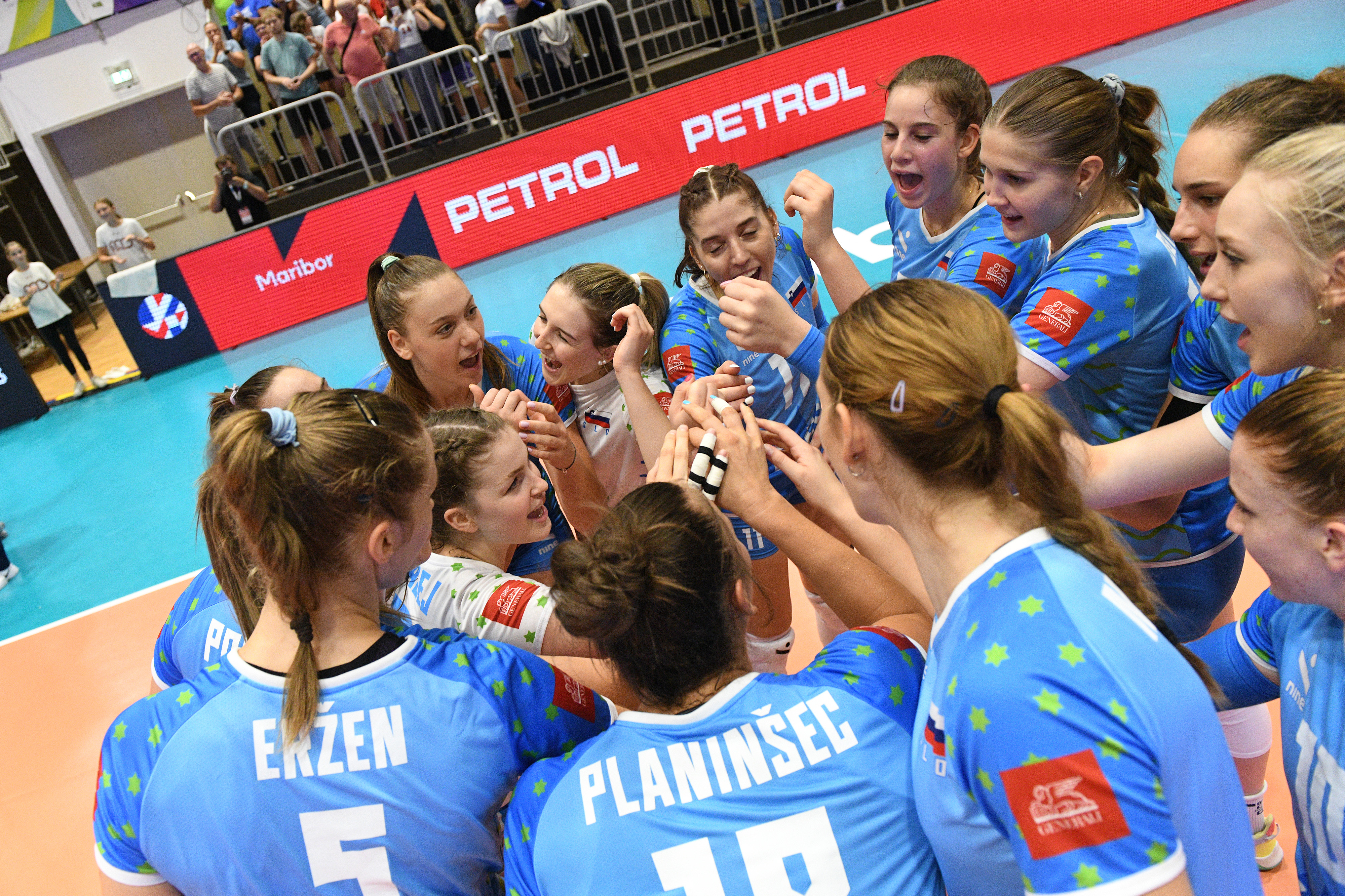
Reprezentacja Słowenii w 2022 roku

Reprezentacja Słowenii w piłce siatkowej kobiet – narodowa reprezentacja tego kraju, reprezentująca go na arenie międzynarodowej.

## Skład reprezentacji Słowenii naMistrzostwach Europy 2023[1]
Zawodniczki:
- 1. Iza Mlakar
- 3. Eva Pogačar
- 4. Maša Pucelj
- 5. Lorena Lorber Fijok
- 8. Eva Zatkovič
- 9. Mija Šiftar
- 10. Sara Najdič
- 11. Mirta Velikonja Grbac
- 13. Nika Milošič
- 14. Naja Boisa
- 15. Anja Mazej
- 18. Saša Planinšec
- 20. Katja Banko
- 27. Isa Ramić

## Trenerzy[2]
| Lata      | Imię i nazwisko      |
| --------- | -------------------- |
| 1992-1995 | Edi Dolinšek         |
| 1995-1996 | Drago Drevenšek      |
| 1996-1997 | Zoran Jerončič       |
| 1997-1998 | Drago Drevenšek      |
| 1998-2001 | Marko Kalc           |
| 2001-2007 | Dragutin Baltić      |
| 2007-2012 | Tilen Kozamernik     |
| 2012-2013 | Oleg Gorbachov       |
| 2014-2016 | Bruno Najdič         |
| 2017-2021 | Alessandro Chiappini |
| 2022-2023 | Marco Bonitta        |
| 2024-     | Alessandro Orefice   |

## Rozgrywki międzynarodowe
Liga Europejska:
- 2014 – 7. miejsce
- 2016 – półfinał

Srebrna Liga Europejska:
- 2019 –  2. miejsce
- 2021 –  3. miejsce
- 2022 –  3. miejsce

Mistrzostwa Europy:
- 2015 – 15. miejsce
- 2019 – 16. miejsce
- 2023 – 20. miejsce